# Неђешти (Алба)
Неђешти (рум. Negești) насеље је у Румунији у округу Алба у општини Скаришоара. Општина се налази на надморској висини од 1283 m.

## Становништво
Према подацима из 2002. године у насељу је живело 151 становника, од којих су сви румунске националности.